# Mizuki
Mizuki je japonské ženské rodné jméno s různými významy a zápisy v kandži. Často se vyskytuje i jako příjmení.

## Zápisy
- 美(mi)月(zuki) – "hezký měsíc"
- 瑞(mizu)希(ki) – "gratulace a naděje"

## Reálné osoby
- Mizuki Kawašita – manga umělkyně
- Mizuki Noguči – japonská atletka
- Mizuki Watanabe (Miz) – japonská pop/rocková zpěvačka